# Luka Petrinec
Luka Petrinec - hrvatski sportski novinar, televizijski komentator
Rodom je iz zagrebačke Dubrave. Otac mu je televizijski montažer. Diplomirao je novinarstvo 2010. godine na preddiplomskom studiju na VERN-u u Zagrebu. Za vrijeme studija, došao je na praksu na HTV i ponuđeno mu je da radi kao vanjski suradnik.
Kasnije je postao sastavni dio sportskog tima Hrvatske radiotelevizije od 2012. godine, u kojem ima višestruku ulogu u prezentaciji sportskih sadržaja. Vodi sportske vijesti i emisije poput "Stadiona", pruža komentare tijekom utakmica te izvještava s raznih sportskih događanja poput Lige prvaka. 
Od 2020., bio je aktivno uključen u pokrivanje najvažnijih sportskih događaja i emisija. To uključuje Hrvatsku nogometnu ligu (HNL), svjetska i europska prvenstva u različitim sportovima, kao i Olimpijske igre, na kojima sudjeluje kao novinar od 2012. godine.
Na Europskom prvenstvu u nogometu – Njemačka 2024. televizijski je komentator HTV-a na utakmicama uživo.